# FreeRice
FreeRice és una iniciativa del Programa Mundial d'Aliments de les Nacions Unides llençada en 2007, que pretén recaptar fons que s'utilitzen en la lluita contra la fam al món. Aquests fons són donats per empreses patrocinadores del lloc, que col·loquen en el bàner de publicitat. També és un joc educatiu que ensenya i avalua el coneixement de la llengua.
En entrar al lloc, l'usuari es troba amb una paraula en l'idioma que ha triat, llavors haurà d'endevinar el seu significat entre quatre opcions disponibles. Si l'usuari encerta, haurà sumat grans d'arròs a la suma total que han de donar les empreses patrocinadores. Periòdicament l'ONU cobra en efectiu la suma corresponent als grams d'arròs aconseguits pels usuaris, que es redistribueixen en forma d'arròs i altres aliments en comunitats pobres al voltant del món mitjançant el Programa Mundial d'Aliments. A més de preguntes sobre vocabulari en diversos idiomes, també es pot jugar amb preguntes d'altres temes com geografia, humanitats, química i matemàtiques. El nombre de grans donats es va establir inicialment en 20, que es van reduir a 10 a causa de la crisi mundial el 2009, i a 5 en 2020 donada la Pandèmia de COVID-19, que va provocar el col·lapse del mercat publicitari.
El joc es presenta en diferents llengües, sent una eina interessant per memoritzar i aprendre paraules en altres idiomes que l'usuari estigui aprenent. Les llengües presents del joc són Castellà, Francès, Italià, Anglès, i Coreà. La versió en xinès està fora de servei. El lloc web permet crear grups per fer un seguiment de les donacions totals d'un grup de jugadors. La puntuació més alta del grup es mostra en un quadre.